# Abrodictyum brassii
Abrodictyum brassii är en hinnbräkenväxtart som först beskrevs av Croxall, och fick sitt nu gällande namn av Ebihara och K. Iwats. Abrodictyum brassii ingår i släktet Abrodictyum och familjen Hymenophyllaceae. Inga underarter finns listade.